# Костыли (Кировская область)
Костыли — опустевшая деревня в Советском районе Кировской области в составе Лошкаринского сельского поселения.

## География
Находится на расстоянии примерно 38 километров по прямой на юг от районного центра города Советск.

## История
Известна с 1873 года как деревня Костылева, когда здесь было учтено дворов 41 и жителей 321, в 1905 33 и 233, в 1926 41 и 236, в 1950 27 и 108, в 1989 уже оставалось 40 постоянных жителей. Нынешнее название утвердилось с 1939 года.

## Население
Постоянное население составляло 15 человек (русские 80 %) в 2002 году, 0 в 2010.